# Ciclisme als Jocs Olímpics d'estiu de 1924 - Velocitat individual
La velocitat individual fou una de les quatre proves del programa olímpic de ciclisme en pista dels Jocs Olímpics de París de 1924. La competició es va disputar entre el 26 i el 27 de juliol de 1924, amb la presència de 32 ciclistes procedents de 17 nacions diferents.

## Medallistes
| Or                   | Plata              | Bronze            |
| Lucien Michard (FRA) | Jacob Meijer (NED) | Jean Cugnot (FRA) |

## Resultats
El temps es pren en els darrers 200 metres de recorregut.

### Primera eliminatòria
Es disputen el 26 de juliol. El vencedor de cadascuna de les dotze sèries passa a quarts de final. La resta passa a la repesca.
| Pos. | Ciclista         | Nació     | Temps |
| ---- | ---------------- | --------- | ----- |
| 1    | Pierre De Bruyne | Bèlgica   | 13"8  |
| 2    | Eugenio Gret     | Argentina |       |

| Pos. | Ciclista       | Nació          | Temps |
| ---- | -------------- | -------------- | ----- |
| 1    | George Dempsey | Austràlia      | 13"8  |
| 2    | Julio Polet    | Argentina      |       |
| 3    | Miloš Knobloch | Txecoslovàquia |       |

| Pos. | Ciclista           | Nació     | Temps |
| ---- | ------------------ | --------- | ----- |
| 1    | William Coppins    | Austràlia | 13"6  |
| 2    | Willy Falck Hansen | Dinamarca |       |
| 3    | Boris Dimczew      | Bulgària  |       |

| Pos. | Ciclista        | Nació        | Temps |
| ---- | --------------- | ------------ | ----- |
| 1    | William Fenn    | Estats Units | 13"6  |
| 2    | Ricardo Bermejo | Xile         |       |
| -    | Maurice Gillen  | Luxemburg    | DNF   |

| Pos. | Ciclista        | Nació  | Temps |
| ---- | --------------- | ------ | ----- |
| 1    | Lucien Michard  | França | 13"6  |
| 2    | Alejandro Vidal | Xile   |       |

| Pos. | Ciclista       | Nació      | Temps |
| ---- | -------------- | ---------- | ----- |
| 1    | Henry Fuller   | Regne Unit | 13"8  |
| 2    | Oscar Guldager | Dinamarca  |       |

| Pos. | Ciclista            | Nació         | Temps |
| ---- | ------------------- | ------------- | ----- |
| 1    | Maurice Peeters     | Països Baixos | 17"0  |
| -    | Ignatius Gronkowski | Estats Units  | DNS   |

| Pos. | Ciclista         | Nació          | Temps |
| ---- | ---------------- | -------------- | ----- |
| 1    | Guglielmo Bossi  | Itàlia         | 13"6  |
| 2    | János Grimm      | Hongria        |       |
| 3    | Oldřich Červinka | Txecoslovàquia |       |

| Pos. | Ciclista         | Nació         | Temps |
| ---- | ---------------- | ------------- | ----- |
| 1    | Jacob Meijer     | Països Baixos | 13"2  |
| 2    | Louis Mermillod  | Suïssa        |       |
| 3    | Ferenc Uhereczky | Hongria       |       |

| Pos. | Ciclista          | Nació      | Temps |
| ---- | ----------------- | ---------- | ----- |
| 1    | Jean Cugnot       | França     | 12"8  |
| 2    | George Owen       | Regne Unit |       |
| 3    | Artūrs Zeiberliņš | Letònia    |       |

| Pos. | Ciclista             | Nació   | Temps |
| ---- | -------------------- | ------- | ----- |
| 1    | Francesco Del Grosso | Itàlia  | 12"8  |
| 2    | Jan Łazarski         | Polònia |       |
| 3    | Roberts Plūme        | Letònia |       |

| Pos. | Ciclista            | Nació   | Temps |
| ---- | ------------------- | ------- | ----- |
| 1    | Franciszek Szymczyk | Polònia | 12"8  |
| 2    | Jean Verheyen       | Bèlgica |       |
| 3    | Francisco Juillet   | Xile    |       |

### Repesca de la primera eliminatòria
Es disputen el 26 de juliol. El vencedor de cadascuna de les sis sèries passa a quarts de final. La resta queden eliminats
| Pos. | Ciclista           | Nació     | Temps |
| ---- | ------------------ | --------- | ----- |
| 1    | Willy Falck Hansen | Dinamarca | ND    |
| 2    | Julio Polet        | Argentina |       |
| -    | Francisco Juillet  | Xile      | DNS   |

| Pos. | Ciclista        | Nació          | Temps |
| ---- | --------------- | -------------- | ----- |
| 1    | Miloš Knobloch  | Txecoslovàquia | ND    |
| -    | Alejandro Vidal | Xile           | DNS   |
| -    | Boris Dimczew   | Bulgària       | DNS   |

| Pos. | Ciclista          | Nació     | Temps |
| ---- | ----------------- | --------- | ----- |
| 1    | Oscar Guldager    | Dinamarca | ND    |
| 2    | Artūrs Zeiberliņš | Letònia   |       |
| 2    | Eugenio Gret      | Argentina |       |

| Pos. | Ciclista         | Nació          | Temps |
| ---- | ---------------- | -------------- | ----- |
| 1    | Louis Mermillod  | Suïssa         | ND    |
| 2    | Ferenc Uhereczky | Hongria        |       |
| 2    | Oldřich Červinka | Txecoslovàquia |       |

| Pos. | Ciclista        | Nació   | Temps |
| ---- | --------------- | ------- | ----- |
| 1    | János Grimm     | Hongria | ND    |
| 2    | Ricardo Bermejo | Xile    |       |
| 2    | Jean Verheyen   | Bèlgica |       |

| Pos. | Ciclista      | Nació      | Temps |
| ---- | ------------- | ---------- | ----- |
| 1    | George Owen   | Regne Unit | ND    |
| 2    | Jan Łazarski  | Polònia    |       |
| 2    | Roberts Plūme | Letònia    |       |

### Quarts de final
Es disputen el 27 de juliol. El vencedor de cadascuna de les sis sèries passa a semifinals. La resta passa a la repesca.
| Pos. | Ciclista           | Nació          | Temps |
| ---- | ------------------ | -------------- | ----- |
| 1    | Jacob Meijer       | Països Baixos  | 13"2  |
| 2    | Willy Falck Hansen | Dinamarca      |       |
| 3    | Miloš Knobloch     | Txecoslovàquia |       |

| Pos. | Ciclista       | Nació      | Temps |
| ---- | -------------- | ---------- | ----- |
| 1    | Lucien Michard | França     | 13"0  |
| 2    | Oscar Guldager | Dinamarca  |       |
| 3    | George Owen    | Regne Unit |       |

| Pos. | Ciclista        | Nació         | Temps |
| ---- | --------------- | ------------- | ----- |
| 1    | George Dempsey  | Austràlia     | 13"2  |
| 2    | Maurice Peeters | Països Baixos |       |
| 3    | János Grimm     | Hongria       |       |

| Pos. | Ciclista         | Nació        | Temps |
| ---- | ---------------- | ------------ | ----- |
| 1    | Jean Cugnot      | França       | 13"2  |
| 2    | William Fenn     | Estats Units |       |
| 3    | Pierre De Bruyne | Bèlgica      |       |

| Pos. | Ciclista             | Nació   | Temps |
| ---- | -------------------- | ------- | ----- |
| 1    | Francesco Del Grosso | Itàlia  | 13"6  |
| 2    | Louis Mermillod      | Suïssa  |       |
| 3    | Franciszek Szymczyk  | Polònia |       |

| Pos. | Ciclista        | Nació      | Temps |
| ---- | --------------- | ---------- | ----- |
| 1    | Henry Fuller    | Regne Unit | 13"0  |
| 2    | Guglielmo Bossi | Itàlia     |       |
| 3    | William Coppins | Austràlia  |       |

### Repesca de quarts de final
Es disputen el 27 de juliol. El vencedor de cadascuna de les tres sèries passa a semifinals.
| Pos. | Ciclista           | Nació          | Temps |
| ---- | ------------------ | -------------- | ----- |
| 1    | Guglielmo Bossi    | Itàlia         | ND    |
| 2    | Miloš Knobloch     | Txecoslovàquia |       |
| 2    | Maurice Peeters    | Països Baixos  |       |
| 2    | Willy Falck Hansen | Dinamarca      |       |

| Pos. | Ciclista         | Nació      | Temps |
| ---- | ---------------- | ---------- | ----- |
| 1    | Louis Mermillod  | Suïssa     | ND    |
| 2    | George Owen      | Regne Unit |       |
| 2    | János Grimm      | Hongria    |       |
| 2    | Pierre De Bruyne | Bèlgica    |       |

| Pos. | Ciclista            | Nació        | Temps |
| ---- | ------------------- | ------------ | ----- |
| 1    | Oscar Guldager      | Dinamarca    | ND    |
| 2    | Franciszek Szymczyk | Polònia      |       |
| 2    | William Coppins     | Austràlia    |       |
| 2    | William Fenn        | Estats Units |       |

### Semifinals
Es disputen el 27 de juliol. El vencedor passa a la final.
| Pos. | Ciclista        | Nació      | Temps |
| ---- | --------------- | ---------- | ----- |
| 1    | Lucien Michard  | França     | 12"2  |
| 2    | Henry Fuller    | Regne Unit |       |
| 3    | Guglielmo Bossi | Itàlia     |       |

| Pos. | Ciclista             | Nació         | Temps |
| ---- | -------------------- | ------------- | ----- |
| 1    | Jacob Meijer         | Països Baixos | 12"8  |
| 2    | Oscar Guldager       | Dinamarca     |       |
| 3    | Francesco Del Grosso | Itàlia        |       |

| Pos. | Ciclista        | Nació     | Temps |
| ---- | --------------- | --------- | ----- |
| 1    | Jean Cugnot     | França    | 12"2  |
| 2    | George Dempsey  | Austràlia |       |
| 3    | Louis Mermillod | Suïssa    |       |

### Final
| Pos. | Ciclista       | Nació         | Temps |
| ---- | -------------- | ------------- | ----- |
| 1    | Lucien Michard | França        | 12"8  |
| 2    | Jacob Meijer   | Països Baixos |       |
| 3    | Jean Cugnot    | França        |       |